# Ушастые тюлени
Уша́стые тюле́ни (лат. Otariidae) — семейство млекопитающих из парвотряда ластоногих отряда хищных.

## Общее описание

### Размер и масса
Крупные и средних размеров животные: масса от 150 до 1100 кг. Характерен половой диморфизм: взрослые самцы в 1,5—4 раза крупнее самок. Самцы новозеландских морских львов достигают размера 2,5 м, в то время как длина тела самок галапагосских морских котиков всего 1 м. Масса колеблется в зависимости от вида и пола.

### Осевой скелет
У позвоночника видны значительные подкрепления в шейном отделе и около 15 грудных позвонков, которые адаптированы к сильным нагрузкам. Используемые для передвижения передние плавники сходятся.

### Шерсть
По некоторым признакам ушастые тюлени в меньшей степени, чем другие ластоногие, отклонились от своей предковой группы — примитивных медвежьих. У них сохранились небольшие хрящевые ушные раковины (давшие название семейству), покрытые волосами. Волосяной покров довольно грубый у морских львов и густой, плотный у морских котиков. Окрас, как правило, буроватый, без полос и иных контрастных меток. Тело у ушастых тюленей стройное, вытянутое, с коротким хвостом и длинной мускулистой шеей.

### Конечности
Ласты крупные, в значительной мере оголены (свободны от шерсти) и оканчиваются фестончатой кожно-хрящевой оторочкой, которая усиливает их край и увеличивает гребущую поверхность. Задние ласты вооружены когтями, особенно хорошо развитыми на средних пальцах. На передних ластах когтей нет или они находятся в зачаточном состоянии. Передние ласты очень велики: длина их не менее 25 % длины тела. На суше передние конечности поддерживают туловище, сгибаясь в кистях под прямым углом. В отличие от настоящих тюленей, у ушастых тюленей задние ласты при движении по твёрдой поверхности также сгибаются в пяточном сочленении, служа опорой телу. В воде передние конечности служат локомоторными органами; задние используются преимущественно как рули.

### Череп
Череп ушастых тюленей строением напоминает медвежий. Зубов 34-38, они довольно хорошо дифференцированы. Молочные зубы у тюленят сменяются через несколько месяцев после рождения.

## Распространение
Распространены в умеренных поясах обоих полушарий. В северном полушарии водятся только в Тихом океане, вдоль побережий Северной и Южной Америки, Азии (от Берингова моря до Кореи), у Новой Зеландии и ряда других островов, включая Галапагосские. В Южном полушарии встречаются у берегов Южной Америки (Южная Атлантика) и Юго-Западной Австралии (Индийский океан).

## Передвижение
Ушастые тюлени используют для передвижения в воде только мощные передние плавники, с помощью которых они гребут. Максимальная скорость передвижения в воде 27 км/ч.
Ушастые тюлени имеют пропорционально намного большие передние ласты и грудные мышцы, чем настоящие тюлени, и способны поворачивать задние конечности вперед и ходить на четвереньках, что делает их гораздо более манёвренными на суше. Обычно считается, что они менее приспособлены к водному образу жизни, поскольку размножаются в основном на суше и выходят на сушу чаще, чем настоящие тюлени. Тем не менее, они могут достигать более высоких скоростей и иметь большую манёвренность в воде. За счёт использования плавников они могут развить более высокую скорость плавания, чем настоящие тюлени и моржи, которые плавают за счёт извилистых движений всего тела.

## Образ жизни
Ушастые тюлени — стадные полигамные животные. Они — типичные геофилы, лежбища (залежки) в сезон размножения и линьки устраивают только на берегах. Льдов избегают. Зимуют в море. Активны ночью и днём. Питаются рыбой, головоногими моллюсками, реже — ракообразными. Очень хорошие пловцы: скорость плавания калифорнийского морского льва под водой может достигать 17 км/ч, северного морского котика — 26 км/ч. На суше довольно неуклюжи; движутся, опираясь на все конечности и сильно раскачивая шею взад и вперед. Для северных и южных морских котиков характерны регулярные миграции.
Для большинства характерна полигамия. В период размножения самцы появляются на лежбищах раньше самок и агрессивно делят территорию. Самки прибывают позже и разбиваются на гаремы от 3 до 40 особей; величина гарема зависит от силы и размеров самца. На берегу самка рожает детёнышей от предыдущего брачного сезона и через несколько дней входит в эструс. Длительность беременности из-за задержки в имплантации яйцеклетки колеблется от 250 до 365 дней. Самец в воспитании детёнышей участия не принимает. Лактация у самок продолжается обычно 3—4 месяца.

### Питание
У большинства видов ушастых тюленей пищевой спектр широк. Исключение составляет обитающая в Атлантическом океане популяция кергеленского морского котика, представители которой питаются почти исключительно крилем. У других видов рацион, как правило, состоит из мелких стайных рыб, кальмаров, а также различных ракообразных. Некоторые виды морских львов питаются птицами, как пингвинами или молодняком других тюленей.
Также в желудках ушастых тюленей иногда попадаются проглоченные камни, назначение которых до сих пор не понятно. По одной версии, они служат балластом, позволяющим долго не всплывать на поверхность, по другой — предохраняют пищеварительный тракт от попадания червей-паразитов.

## Опасность исчезновения
Хоть и люди с самого начала истории охотились на морских котиков и львов, угроза исчезновения появилась только в прошлых веках. В то время как стремительное исчезновение южноамериканских котиков началось в 16 веке, но систематические уничтожение целых колоний началось в 18 веке. С 1786 по 1867 год были убиты около 2,5 миллиона Северных морских котиков, в то время как антарктические морские котики были почти уничтожены к концу 19-го века на островов Прибылова в Беринговом море. Требуется уточнение, ибо Берингово море и Антарктика удалены друг от друга минимум на 12,5 тысяч километров.
Японский морской лев (Zalophus japonicus) считается вымершим.

## Систематика
База данных Американского общества маммологов (ASM Mammal Diversity Database) признаёт 15 современных и 1 недавно вымерший вид ушастых тюленей, которые распределены по семи родам. В водах России всего 2 вида — сивуч и северный морской котик.
Традиционно в семействе ушастых тюленей выделяют подсемейства морских котиков (Arctocephalinae) и морских львов (Otariinae), но, согласно молекулярно-генетическим данным, такое разделение необоснованно, поскольку не соответствует реальным эволюционным связям.
| Иллюстрация                | Род                                                                              | Современные и недавно вымершие виды |
| -------------------------- | -------------------------------------------------------------------------------- | --- |
| Капский морской котик      | Южные морские котики (Arctocephalus É. Geoffroy Saint-Hilaire & F. Cuvier, 1826) | - Южноамериканский морской котик (Arctocephalus australis) - Новозеландский морской котик (Arctocephalus forsteri) - Галапагосский морской котик (Arctocephalus galapagoensis) - Кергеленский морской котик (Arctocephalus gazella) - Фернандесский морской котик (Arctocephalus philippii) - Капский морской котик (Arctocephalus pusillus) - Гуадалупский морской котик (Arctocephalus townsendi) - Субтропический морской котик (Arctocephalus tropicalis) |
| Северный морской котик     | Северные морские котики (Callorhinus Gray, 1859)                                 | - Северный морской котик (Callorhinus ursinus) |
| Сивуч                      | Сивучи (Eumetopias Gill, 1866)                                                   | - Сивуч (Eumetopias jubatus) |
| Австралийский морской лев  | Австралийские морские львы (Neophoca Gray, 1866)                                 | - Австралийский морской лев (Neophoca cinerea) |
| Южный морской лев          | Южные морские львы (Otaria Péron, 1816)                                          | - Южный морской лев (Otaria flavescens) |
| Новозеландский морской лев | Новозеландские морские львы (Phocarctos Peters, 1866)                            | - Новозеландский морской лев (Phocarctos hookeri) |
| Галапагосский морской лев  | Калифорнийские морские львы (Zalophus Gill, 1866)                                | - Калифорнийский морской лев (Zalophus californianus) - † Японский морской лев (Zalophus japonicus) - Галапагосский морской лев (Zalophus wollebaeki) |

В ископаемом виде ушастые тюлени известны с раннего миоцена из отложений западного побережья Северной Америки, которую считают центром возникновения этого семейства. Вымершие роды: Eotaria, Pithanotaria, Proterozetes, Thalassoleon.